# Ґе (зброя)
Ґе (кит.: 戈; піньінь: gē) — різновид рублячо-колючої древкової зброї у стародавньому Китаї. Використовувався від часів династії Шан до династії Хань. Лезо, яке виготовлялося з нефриту, бронзи, а пізніше заліза, мало форму загостреного кинджала, який кріпився під прямим кутом до дерев'яного держака. Такий спосіб кріплення робив цю зброю подібною до коси чи льодоруба.
Звичайні леза ґе кріпилися до древка в одному екземплярі чи деклькох. Існували також складені ґе з двома лезами — списовидним прямим і косоподібним боковим.
Ґе використовувалися, як правило, вояками на колісницях для стягування і добивання один одного.
На Заході ґе інколи перекладають як «кинджалоподібна сокира», через подібність методів використання цієї зброї з європейськими сокирами і топірцями. Також вживається слово «алебарда», оскільки ґе поєднує у собі функції колючої і рублячої зброї, які має європейська алеабрда.

## Галерея

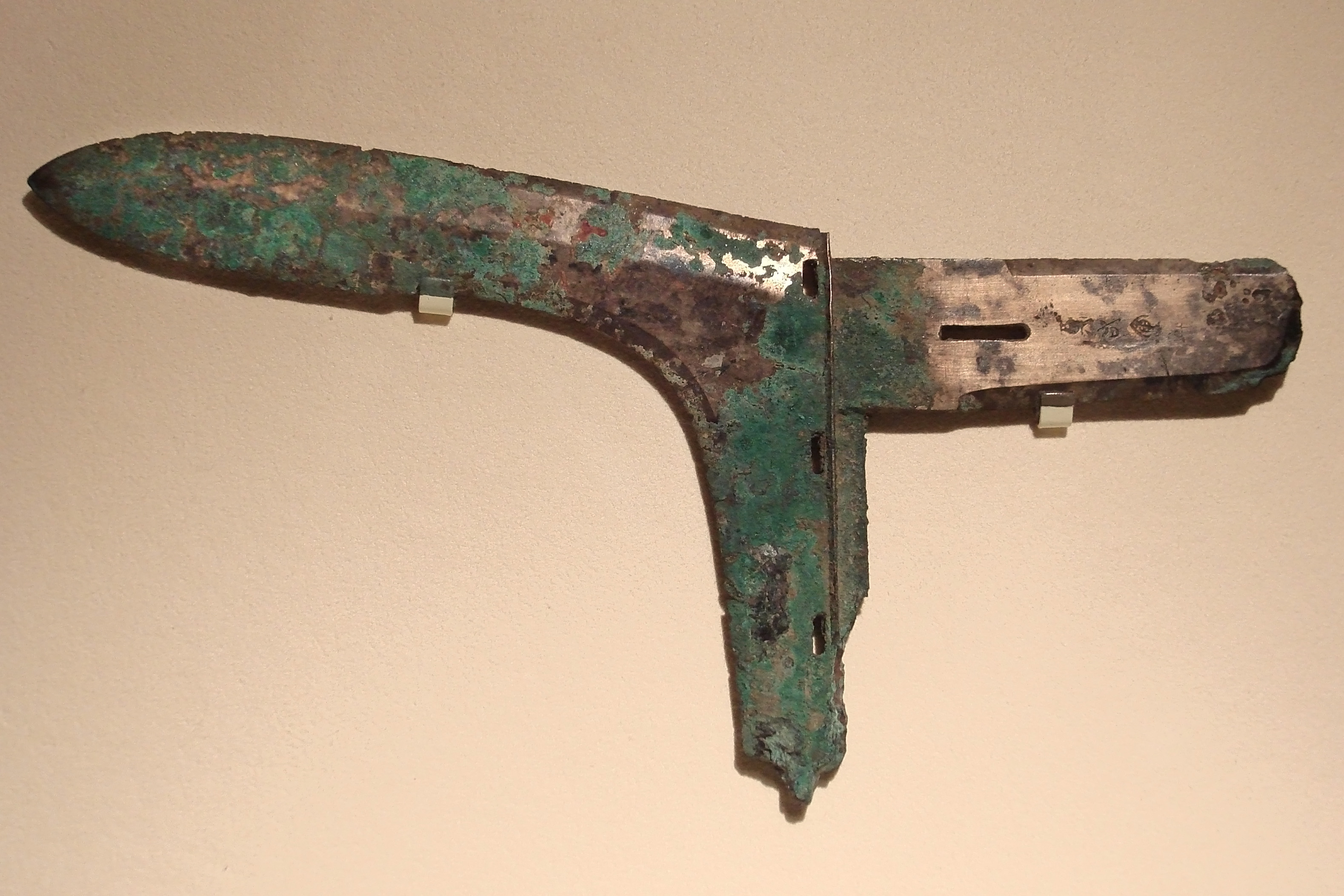
Головна частина ґе, лезо зліва, виступ справа служить для скріплення до древка.
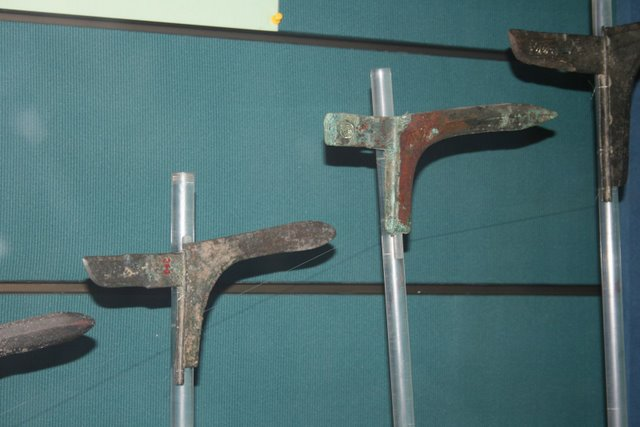
Бронзове ґе Періоду Чжаньґо.
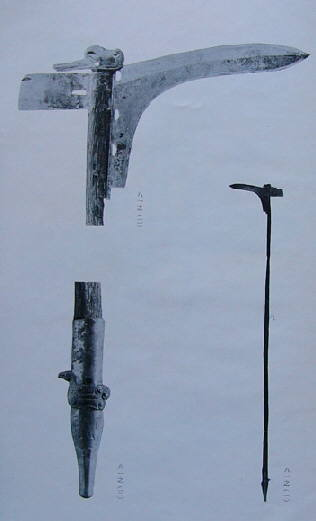
Зліва згори — лезо ґе, зліва знизу — вток древка, справа — загальний вигляд ґе.